# FC Metz mùa giải 2021–22
Mùa giải 2021–22 là mùa giải thứ 90 trong lịch sử của FC Metz, và là mùa giải thứ 3 liên tiếp của đội tại Ligue 1. Bên cạnh đó, họ còn thi đấu tại Coupe de France.

## Cầu thủ

### Đội 1
Ghi chú: Quốc kỳ chỉ đội tuyển quốc gia được xác định rõ trong điều lệ tư cách FIFA. Các cầu thủ có thể giữ hơn một quốc tịch ngoài FIFA.
| Số | VT | Quốc gia     | Cầu thủ                                         |
| -- | -- | ------------ | ----------------------------------------------- |
| 1  | TM | Pháp         | David Oberhauser                                |
| 2  | HV | Tunisia      | Dylan Bronn (đội trưởng)                        |
| 3  | HV | Pháp         | Matthieu Udol                                   |
| 4  | HV | Pháp         | Sikou Niakaté (cho mượn từ Guingamp)            |
| 5  | HV | Brasil       | Jemerson                                        |
| 6  | TV | Pháp         | Kévin N'Doram                                   |
| 7  | TĐ | Sénégal      | Ibrahima Niane                                  |
| 8  | TV | Mali         | Boubacar Traoré                                 |
| 9  | TĐ | Pháp         | Nicolas de Préville                             |
| 10 | TV | Algérie      | Farid Boulaya                                   |
| 11 | TV | Sénégal      | Opa Nguette                                     |
| 13 | HV | Guiné-Bissau | Fali Candé                                      |
| 14 | TV | Pháp         | Vincent Pajot                                   |
| 15 | TV | Sénégal      | Pape Matar Sarr (cho mượn từ Tottenham Hotspur) |

| Số | VT | Quốc gia           | Cầu thủ                                     |
| -- | -- | ------------------ | ------------------------------------------- |
| 16 | TM | Algérie            | Alexandre Oukidja                           |
| 17 | HV | Pháp               | Thomas Delaine                              |
| 18 | HV | Pháp               | Fabien Centonze                             |
| 19 | TV | Bờ Biển Ngà        | Habib Maïga                                 |
| 23 | HV | Mali               | Boubakar Kouyaté                            |
| 24 | TĐ | Pháp               | Lenny Joseph                                |
| 26 | TĐ | Sénégal            | Pape Ndiaga Yade                            |
| 27 | HV | Cameroon           | Jean-Armel Kana-Biyik                       |
| 28 | HV | Martinique         | Manuel Cabit                                |
| 29 | HV | Pháp               | Lenny Lacroix                               |
| 30 | TM | Pháp               | Marc-Aurèle Caillard                        |
| 32 | TV | Pháp               | Ibrahim Amadou                              |
| 34 | TĐ | Cộng hòa Trung Phi | Louis Mafouta (cho mượn từ Neuchâtel Xamax) |
| 40 | TM | Sénégal            | Ousmane Ba                                  |

### Cho mượn
Ghi chú: Quốc kỳ chỉ đội tuyển quốc gia được xác định rõ trong điều lệ tư cách FIFA. Các cầu thủ có thể giữ hơn một quốc tịch ngoài FIFA.
| Số | VT | Quốc gia | Cầu thủ                                        |
| -- | -- | -------- | ---------------------------------------------- |
| —  | TM | Pháp     | Guillaume Dietsch (cho mượn tại Seraing)       |
| —  | HV | Maroc    | Sofiane Alakouch (cho mượn tại Lausanne-Sport) |
| —  | HV | Pháp     | Rayan Djedje (cho mượn tại Seraing)            |
| —  | HV | Sénégal  | Ababacar Lô (cho mượn tại Cholet)              |
| —  | TV | Bỉ       | Mathieu Cachbach (cho mượn tại Seraing)        |
| —  | TV | Pháp     | Maïdine Douane (cho mượn tại Seraing)          |
| —  | TV | Gambia   | Ablie Jallow (cho mượn tại Seraing)            |
| —  | TV | Bỉ       | Sami Lahssaini (cho mượn tại Seraing)          |

| Số | VT | Quốc gia       | Cầu thủ                                      |
| -- | -- | -------------- | -------------------------------------------- |
| —  | TV | Maroc          | Amine Bassi (cho mượn tại Barnsley)          |
| —  | TV | Pháp           | Youssef Maziz (cho mượn tại Seraing)         |
| —  | TV | Sénégal        | Cheikh Sabaly (cho mượn tại Quevilly-Rouen)  |
| —  | TĐ | Gruzia         | Georges Mikautadze (cho mượn tại Seraing)    |
| —  | TĐ | Sénégal        | Amadou Dia N'Diaye (cho mượn tại Le Mans FC) |
| —  | TĐ | Cabo Verde     | Vagner Gonçalves (cho mượn tại FC Sion)      |
| —  | TĐ | Sénégal        | Lamine Gueye (cho mượn tại Paris FC)         |
| —  | TV | Cộng hòa Congo | Warren Tchimbembé (cho mượn tại CD Mirandés) |

## Giao hữu trước mùa giải
Thắng
      Hoà
      Thua
| 13 tháng 7 năm 2021 Giao hữu | Metz | 3–2      | Nancy | Metz, Pháp                                   |  |
| 17:00 CEST (UTC+2)           |      | Chi tiết |       | Sân vận động: Centre d’entraînement Frescaty |  |

| 17 tháng 7 năm 2021 Giao hữu | Metz | 1–1      | RFC Seraing | Tegelen, Hà Lan                     |  |
| 17:00 CEST (UTC+2)           |      | Chi tiết |             | Sân vận động: Sportpark de Bakenbos |  |

| 24 tháng 7 năm 2021 Giao hữu | Borussia Mönchengladbach | 1–0      | Metz | Mönchengladbach, Đức                                                   |  |
| 15:30 CEST (UTC+2)           | - Ashraf 74' - Noß 87'   | Chi tiết |      | Sân vận động: Fohlenplatz Lượng khán giả: 630 Trọng tài: Kevin Domnick |  |

| 28 tháng 7 năm 2021 Giao hữu | Troyes                       | 1–2      | Metz                     | Homécourt, Pháp                            |  |
| 17:30 CEST (UTC+2)           | - Kukharevych 7' - Bombo 42' | Chi tiết | - Niane 10' - Joseph 49' | Sân vận động: Complexe Sportif d’Homécourt |  |

| 30 tháng 7 năm 2021 Giao hữu | Metz                                                  | 4–0 | UNFP | Metz, Pháp                                   |  |
| 17:00 CEST (UTC+2)           | - Bassi 27' - Traoré 61' - Gueye 83' - Mikautadze 88' |     |      | Sân vận động: Centre d’entraînement Frescaty |  |

| 31 tháng 7 năm 2021 Giao hữu | Metz          | 1–0      | Montpellier | Metz, France                         |  |
| 18:00 CEST (UTC+2)           | - N'Doram 22' | Chi tiết |             | Sân vận động: Stade Saint-Symphorien |  |

| 3 tháng 9 năm 2021 Giao hữu | Metz | 0–3      | Auxerre                        | Saint-Dizier, Pháp                 |  |
| 16:00 CEST (UTC+2)          |      | Chi tiết | - Hein 7', 65' - Ben Fredj 52' | Sân vận động: Stade Marcel Jacquin |  |

| 12 tháng 11 năm 2021 Giao hữu | Metz                      | 2–1      | 1. FC Kaiserslautern | Metz, Pháp                                                     |  |
| 14:30 CET (UTC+1)             | - Traoré 31' - Joseph 54' | Chi tiết | - Stehle 36'         | Sân vận động: Centre d’entraînement Frescaty Lượng khán giả: 0 |  |

| 24 tháng 3 năm 2022 Giao hữu | Metz                      | 2–0      | Wehen Wiesbaden | Metz, Pháp                                   |  |
| 15:00 CET (UTC+1)            | - Joseph 56' - Amadou 58' | Chi tiết |                 | Sân vận động: Centre d’entraînement Frescaty |  |

## Giải đấu

### Thành tích
| Giải đấu         | Trận đấu đầu tiên    | Trận đấu cuối cùng   | Vòng đấu mở màn | Vị trí chung cuộc | Thành tích | Thành tích | Thành tích | Thành tích | Thành tích | Thành tích | Thành tích | Thành tích |
| Giải đấu         | Trận đấu đầu tiên    | Trận đấu cuối cùng   | Vòng đấu mở màn | Vị trí chung cuộc | ST         | T          | H          | B          | BT         | BB         | HS         | % thắng    |
| ---------------- | -------------------- | -------------------- | --------------- | ----------------- | ---------- | ---------- | ---------- | ---------- | ---------- | ---------- | ---------- | ---------- |
| Ligue 1          | 8 tháng 8 năm 2021   | 22 tháng 5 năm 2022  | Vòng 1          | Thứ 19            | 38         | 6          | 13         | 19         | 35         | 69         | −34        | 015,79     |
| Cúp bóng đá Pháp | 19 tháng 12 năm 2021 | 19 tháng 12 năm 2021 | Vòng 64 đội     | Vòng 64 đội       | 1          | 0          | 1          | 0          | 0          | 0          | +0         | 000,00     |
| Tổng cộng        | Tổng cộng            | Tổng cộng            | Tổng cộng       | Tổng cộng         | 39         | 6          | 14         | 19         | 35         | 69         | −34        | 015,38     |

Nguồn: Soccerway

### Ligue 1

#### Kết quả
| Tổng thể | Tổng thể | Tổng thể | Tổng thể | Tổng thể | Tổng thể | Tổng thể | Tổng thể | Sân nhà | Sân nhà | Sân nhà | Sân nhà | Sân nhà | Sân nhà | Sân khách | Sân khách | Sân khách | Sân khách | Sân khách | Sân khách |
| ST       | T        | H        | B        | BT       | BB       | HS       | Đ        | T       | H       | B       | BT      | BB      | HS      | T         | H         | B         | BT        | BB        | HS        |
| -------- | -------- | -------- | -------- | -------- | -------- | -------- | -------- | ------- | ------- | ------- | ------- | ------- | ------- | --------- | --------- | --------- | --------- | --------- | --------- |
| 38       | 6        | 13       | 19       | 35       | 69       | −34      | 31       | 3       | 7       | 9       | 21      | 31      | −10     | 3         | 6         | 10        | 14        | 38        | −24       |

Nguồn: Ligue 1

#### Kết quả theo vòng
| Vòng     | 1 | 2  | 3  | 4  | 5  | 6  | 7  | 8  | 9  | 10 | 11 | 12 | 13 | 14 | 15 | 16 | 17 | 18 | 19 | 20 | 21 | 22 | 23 | 24 | 25 | 26 | 27 | 28 | 29 | 30 | 31 | 32 | 33 | 34 | 35 | 36 | 37 | 38 |
| -------- | - | -- | -- | -- | -- | -- | -- | -- | -- | -- | -- | -- | -- | -- | -- | -- | -- | -- | -- | -- | -- | -- | -- | -- | -- | -- | -- | -- | -- | -- | -- | -- | -- | -- | -- | -- | -- | -- |
| Sân      | H | A  | H  | A  | H  | A  | H  | A  | A  | H  | A  | H  | A  | H  | A  | H  | A  | H  | A  | H  | A  | H  | A  | H  | A  | H  | A  | H  | A  | H  | A  | H  | A  | H  | A  | H  | H  | A  |
| Kết quả  | D | L  | D  | D  | L  | L  | L  | W  | L  | L  | L  | D  | D  | D  | W  | L  | L  | W  | D  | L  | W  | L  | D  | L  | D  | D  | L  | D  | L  | L  | L  | D  | L  | L  | D  | W  | W  | L  |
| Thứ hạng | 6 | 15 | 13 | 15 | 18 | 20 | 20 | 18 | 18 | 18 | 19 | 19 | 20 | 20 | 19 | 19 | 19 | 18 | 18 | 18 | 15 | 18 | 18 | 19 | 19 | 18 | 19 | 19 | 19 | 19 | 20 | 20 | 20 | 20 | 20 | 19 | 18 | 19 |

#### Ligue 1
Lịch thi đấu được ấn định vào ngày 25 tháng 6 năm 2021.
| 8 tháng 8 năm 2021 1 | Metz                                                     | 3–3      | Lille                                                               | Metz                                                                                          |  |
| 17:00 CEST (UTC+2)   | - Centonze 31', 52' - Udol 41' - Bronn 56' - Kouyaté 56' | Chi tiết | - Botman 23' - Ikoné 79', 81' - Yılmaz 83' - Oukidja 90+7' (ph.l.n) | Sân vận động: Sân vận động Saint-Symphorien Lượng khán giả: 15,551 Trọng tài: Eric Wattellier |  |

| 15 tháng 8 năm 2021 2 | Nantes                                      | 2–0      | Metz | Nantes                                                                            |  |
| 15:00 CEST (UTC+2)    | - Kolo Muani 12' - Blas 49', 52' - Coco 90' | Chi tiết |      | Sân vận động: Stade de la Beaujoire Lượng khán giả: 12,054 Trọng tài: Johan Hamel |  |

| 22 tháng 8 năm 2021 3 | Metz                                                          | 1–1      | Reims                                    | Metz                                                                                        |  |
| 15:00 CEST (UTC+2)    | - Maïga 14' - Bronn 31' - Niane 35' - Sarr 36' - Vagner 90+3' | Chi tiết | - Munetsi 7' - Foket 42' - Gravillon 60' | Sân vận động: Sân vận động Saint-Symphorien Lượng khán giả: 14,799 Trọng tài: Florent Batta |  |

| 29 tháng 8 năm 2021 4 | Clermont                                       | 2–2      | Metz                                                             | Clermont-Ferrand                                                                                |  |
| 15:00 CEST (UTC+2)    | - Niakaté 34' (l.n.) - Ogier 39' - Rashani 57' | Chi tiết | - Niane 9' (ph.đ.) - Desmas 28' (l.n.) - Sarr 29' - Alakouch 90' | Sân vận động: Sân vận động Gabriel Montpied Lượng khán giả: 11,296 Trọng tài: Hakim Ben El Hadj |  |

| 12 tháng 9 năm 2021 5 | Metz                          | 0–2      | Troyes                                         | Metz                                                                                            |  |
| 15:00 CEST (UTC+2)    | - Maïga 33' - De Préville 63' | Chi tiết | - Rodrigues 50' - Azamoum 57' - Chavalerin 84' | Sân vận động: Sân vận động Saint-Symphorien Lượng khán giả: 15,269 Trọng tài: Pierre Gaillouste |  |

| 17 tháng 9 năm 2021 6 | Strasbourg                                               | 3–0      | Metz                                                     | Strasbourg                                                                         |  |
| 21:00 CEST (UTC+2)    | - Ajorque 6' (ph.đ.), 18' - Diallo 26', 40' - Nyamsi 29' | Chi tiết | - Centonze 28' - Kouyaté 44' - Traoré 84' - Joseph 90+1' | Sân vận động: Stade de la Meinau Lượng khán giả: 25,437 Trọng tài: Eric Wattellier |  |

| 22 tháng 9 năm 2021 7 | Metz                                                                                    | 1–2      | Paris Saint-Germain                            | Metz                                                                                          |  |
| 21:00 CEST (UTC+2)    | - Yade 19' - Kouyaté 39' - Maïga 69' - Bronn 73' 90+1' - Centonze 90+1' - Oukidja 90+6' | Chi tiết | - Hakimi 5', 90+4' - Mendes 70' - Neymar 90+6' | Sân vận động: Sân vận động Saint-Symphorien Lượng khán giả: 26,661 Trọng tài: Jérémie Pignard |  |

| 26 tháng 9 năm 2021 8 | Brest                                                                  | 1–2      | Metz                                                | Brest                                                                              |  |
| 15:00 CEST (UTC+2)    | - Pierre-Gabriel 46' - Faivre 68' (ph.đ.) - Mbock 71' - Chardonnet 88' | Chi tiết | - De Préville 26' - Kouyaté 40' - Centonze 74', 82' | Sân vận động: Stade Francis-Le Blé Lượng khán giả: 10,398 Trọng tài: Willy Delajod |  |

| 3 tháng 10 năm 2021 9 | Angers                                       | 3–2      | Metz                                                           | Angers                                                                               |  |
| 15:00 CEST (UTC+2)    | - Cho 52', 53' - Mangani 66' - Bahoken 90+3' | Chi tiết | - Bronn 10', 90+1' - Maïga 30' - De Préville 39' - Boulaya 58' | Sân vận động: Stade Raymond Kopa Lượng khán giả: 3,989 Trọng tài: Stéphanie Frappart |  |

| 17 tháng 10 năm 2021 10 | Metz                                        | 0–3      | Rennes                                                | Metz                                                                                        |  |
| 15:00 CEST (UTC+2)      | - Pajot 20' - Yade 64' - Amadou Mbengue 72' | Chi tiết | - Omari 3' - Laborde 24' - Sulemana 37' - Terrier 45' | Sân vận động: Sân vận động Saint-Symphorien Lượng khán giả: 15,679 Trọng tài: Benoît Millot |  |

| 24 tháng 10 năm 2021 11 | Lens                                                          | 4–1      | Metz                                                    | Lens                                                                                   |  |
| 15:00 CEST (UTC+2)      | - Saïd 14', 37' - Leca 65' - Ganago 83', 87' - Frankowski 90' | Chi tiết | - Pajot 20' - De Préville 33' - Maïga 39' - N'Doram 53' | Sân vận động: Stade Bollaert-Delelis Lượng khán giả: 35,673 Trọng tài: Jérémie Pignard |  |

| 30 tháng 10 năm 2021 12 | Metz         | 1–1      | Saint-Étienne                                   | Metz                                                                                             |  |
| 17:00 CEST (UTC+2)      | - Boulaya 9' | Chi tiết | - Khazri 16' - Maçon 18' - Sow 28' - Camara 87' | Sân vận động: Sân vận động Saint-Symphorien Lượng khán giả: 15,914 Trọng tài: Stéphanie Frappart |  |

| 7 tháng 11 năm 2021 13 | Marseille        | 0–0      | Metz                                                       | Marseille                                                                      |  |
| 13:00 CET (UTC+1)      | - Ćaleta-Car 70' | Chi tiết | - N'Doram 12' - Kouyaté 35' - Jemerson 55' - Oukidja 90+8' | Sân vận động: Stade Vélodrome Lượng khán giả: 61,539 Trọng tài: Jérôme Brisard |  |

| 21 tháng 11 năm 2021 14 | Metz                                                                      | 3–3      | Bordeaux                                    | Metz                                                                                        |  |
| 15:00 CET (UTC+1)       | - Sarr 28' - De Préville 45' - Nguette 52', 71' - Bronn 55' - Boulaya 68' | Chi tiết | - Elis 17', 30' - Oudin 39', 67' - Adli 68' | Sân vận động: Sân vận động Saint-Symphorien Lượng khán giả: 16,077 Trọng tài: Benoît Millot |  |

| 27 tháng 11 năm 2021 15 | Nice                      | 0–1      | Metz                                       | Nice                                                                              |  |
| 21:00 CET (UTC+1)       | - Delort 21' - Stengs 39' | Chi tiết | - N'Doram 4' - Jemerson 16' - Centonze 31' | Sân vận động: Allianz Riviera Lượng khán giả: 17,033 Trọng tài: François Letexier |  |

| 1 tháng 12 năm 2021 16 | Metz                                     | 1–3      | Montpellier                                                          | Metz                                                                                       |  |
| 19:00 CET (UTC+1)      | - Sarr 34' - Bronn 36' - De Préville 70' | Chi tiết | - Savanier 36' - Mavididi 45+1' - Wahi 48' - Mollet 72' - Ristić 83' | Sân vận động: Sân vận động Saint-Symphorien Lượng khán giả: 13,992 Trọng tài: Ruddy Buquet |  |

| 5 tháng 12 năm 2021 17 | Monaco                                                              | 4–0      | Metz                     | Monaco                                                                               |  |
| 15:00 CET (UTC+1)      | - Diop 2' - Volland 44' (ph.đ.), 49' - Martins 57' - Ben Yedder 87' | Chi tiết | - Bronn 78' - Traoré 90' | Sân vận động: Sân vận động Louis II Lượng khán giả: 4,923 Trọng tài: Bastien Dechepy |  |

| 12 tháng 12 năm 2021 18 | Metz                                                                     | 4–1      | Lorient                                | Metz                                                                                          |  |
| 15:00 CET (UTC+1)       | - Sarr 5', 89' - Jens 9' (ph.l.n.) - Boulaya 19' - Pajot 49' - Niane 80' | Chi tiết | - Abergel 17' - Laporte 28' - Jenz 69' | Sân vận động: Sân vận động Saint-Symphorien Lượng khán giả: 14,037 Trọng tài: Eric Wattellier |  |

| 22 tháng 12 năm 2021 19 | Lyon                                       | 1–1      | Metz                                                  | Décines-Charpieu                                                                        |  |
| 21:00 CET (UTC+1)       | - Caqueret 30' - Da Silva 39' - Lukeba 56' | Chi tiết | - Jemerson 34' - Traoré 58' - Maïga 68' - Mbengue 84' | Sân vận động: Sân vận động Groupama Lượng khán giả: 34,867 Trọng tài: Pierre Gaillouste |  |

| 9 tháng 1 năm 2022 20 | Metz          | 0–2      | Strasbourg                                 | Metz                                                                                        |  |
| 15:00 CET (UTC+1)     | - Mbengue 90' | Chi tiết | - Ajorque 50' - Liénard 80' - Aholou 90+1' | Sân vận động: Sân vận động Saint-Symphorien Lượng khán giả: 5,000 Trọng tài: Antony Gautier |  |

| 16 tháng 1 năm 2022 21 | Reims                                             | 0–1      | Metz                                                     | Reims                                                                                |  |
| 15:00 CET (UTC+1)      | - Locko 24' - Lopy 50' - Foket 80' - Rajković 85' | Chi tiết | - Delaine 19' - Niakaté 28' - Pajot 45' - Niane 61', 83' | Sân vận động: Stade Auguste Delaune Lượng khán giả: 3,923 Trọng tài: Jérémie Pignard |  |

| 23 tháng 1 năm 2022 22 | Metz                                        | 0–2      | Nice                                            | Metz                                                                                        |  |
| 13:00 CET (UTC+1)      | - Kana-Biyik 45+1' - Mbengue 55' - Yade 57' | Chi tiết | - Thuram 58' - Rosario 64' - Gouiri 86' (ph.đ.) | Sân vận động: Sân vận động Saint-Symphorien Lượng khán giả: 5,000 Trọng tài: Amaury Delerue |  |

| 6 tháng 2 năm 2022 23 | Troyes       | 0–0      | Metz                      | Troyes                                                                           |  |
| 15:00 CET (UTC+1)     | - Kouamé 45' | Chi tiết | - Amadou 40' - Traoré 42' | Sân vận động: Stade de l'Aube Lượng khán giả: 7,227 Trọng tài: Pierre Gaillouste |  |

| 13 tháng 2 năm 2022 24 | Metz                                   | 1–2      | Marseille                                  | Metz                                                                                   |  |
| 20:45 CET (UTC+1)      | - Pajot 19' - Traoré 45+1' - Maïga 52' | Chi tiết | - Bakambu 26', 71' - Milik 82' - Payet 88' | Sân vận động: Stade Saint-Symphorien Lượng khán giả: 25,482 Trọng tài: Eric Wattellier |  |

| 18 tháng 2 năm 2022 25 | Lille                                          | 0–0      | Metz                                                    | Villeneuve-d'Ascq                                                                   |  |
| 21:00 CET (UTC+1)      | - Zhegrova 83' 90+2' - Fonte 87' - Djaló 90+7' | Chi tiết | - Maïga 22' - Kouyaté 67' - Caillard 79' - Amadou 90+7' | Sân vận động: Stade Pierre-Mauroy Lượng khán giả: 30,384 Trọng tài: Bastien Dechepy |  |

| 27 tháng 2 năm 2022 26 | Metz                     | 0–0      | Nantes                     | Metz                                                                                        |  |
| 15:00 CET (UTC+1)      | - Amadou 59' - Pajot 86' | Chi tiết | - Cyprien 40' - Traoré 51' | Sân vận động: Sân vận động Saint-Symphorien Lượng khán giả: 15,851 Trọng tài: Florent Batta |  |

| 6 tháng 3 năm 2022 27 | Saint-Étienne                                       | 1–0      | Metz                                                     | Saint-Étienne                                                                         |  |
| 13:00 CET (UTC+1)     | - Bouanga 20', 52' - Gourna-Douath 62' - Nordin 74' | Chi tiết | - De Préville 38' - Bronn 44' - Delaine 58' - Traoré 64' | Sân vận động: Stade Geoffroy-Guichard Lượng khán giả: 35,706 Trọng tài: Jérémy Stinat |  |

| 13 tháng 3 năm 2022 28 | Metz                                                                   | 0–0      | Lens                     | Metz                                                                                         |  |
| 15:00 CET (UTC+1)      | - Boulaya 15' - De Préville 19' - Sarr 43' - Kouyaté 78' - N'Doram 89' | Chi tiết | - Sotoca 58' - Danso 64' | Sân vận động: Sân vận động Saint-Symphorien Lượng khán giả: 15,687 Trọng tài: Amaury Delerue |  |

| 20 tháng 3 năm 2022 29 | Rennes                                                                            | 6–1      | Metz                                    | Rennes                                                                     |  |
| 15:00 CET (UTC+1)      | - Terrier 18' (ph.đ.), 27' - Guirassy 40', 54', 64' - Traoré 59' - Santamaria 82' | Chi tiết | - Kouyaté 25' - Candé 70' - Mafouta 87' | Sân vận động: Roazhon Park Lượng khán giả: 27,966 Trọng tài: Willy Delajod |  |

| 3 tháng 4 năm 2022 30 | Metz         | 1–2      | Monaco                       | Metz                                                                                         |  |
| 15:00 CEST (UTC+2)    | - Amadou 62' | Chi tiết | - Ben Yedder 46' - Boadu 72' | Sân vận động: Sân vận động Saint-Symphorien Lượng khán giả: 19,812 Trọng tài: Jérôme Brisard |  |

| 10 tháng 4 năm 2022 31 | Bordeaux                                                               | 3–1      | Metz                               | Bordeaux                                                                          |  |
| 13:00 CEST (UTC+2)     | - Lacoux 34' - Gregersen 49' - Mangas 52' - Niang 68' - Hwang 83', 88' | Chi tiết | - Lamkel Zé 21', 34' - Kouyaté 42' | Sân vận động: Matmut Atlantique Lượng khán giả: 21,652 Trọng tài: Jérémie Pignard |  |

| 17 tháng 4 năm 2022 32 | Metz                                      | 1–1      | Clermont                 | Metz                                                                                            |  |
| 15:00 CEST (UTC+2)     | - De Préville 54' - Niane 40' - Bronn 72' | Chi tiết | - Dossou 37' - Ogier 84' | Sân vận động: Sân vận động Saint-Symphorien Lượng khán giả: 14,335 Trọng tài: Pierre Gaillouste |  |

| 20 tháng 4 năm 2022 33 | Lorient                                     | 1–0      | Metz                       | Lorient                                                                         |  |
| 19:00 CEST (UTC+2)     | - Laporte 22' - Mendes 81' - Ouattara 90+4' | Chi tiết | - Amadou 36' - Nguette 84' | Sân vận động: Stade du Moustoir Lượng khán giả: 13,554 Trọng tài: Mikael Lesage |  |

| 24 tháng 4 năm 2022 34 | Metz                                                                        | 0–1      | Brest         | Metz                                                                                        |  |
| 15:00 CEST (UTC+2)     | - N'Doram 14' - Jemerson 35', 78' - Kouyaté 37' - Delaine 74' - Oukidja 80' | Chi tiết | - Belaïli 27' | Sân vận động: Sân vận động Saint-Symphorien Lượng khán giả: 19,874 Trọng tài: Florent Batta |  |

| 1 tháng 5 năm 2022 35 | Montpellier                                         | 2–2      | Metz                                                               | Montpellier                                                                       |  |
| 15:00 CEST (UTC+2)    | - Oyongo 29' - Leroy 58' - Souquet 80' - Wahi 90+1' | Chi tiết | - Delaine 24' - Pajot 51' - Sarr 66' - Lamkel Zé 68' - Mafouta 70' | Sân vận động: Stade de la Mosson Lượng khán giả: 10,446 Trọng tài: Clément Turpin |  |

| 8 tháng 5 năm 2022 36 | Metz                                                                                   | 3–2      | Lyon                                                          | Metz                                                                                          |  |
| 13:00 CEST (UTC+2)    | - Pajot 27' - Lamkel Zé 40' - Niakaté 70' - Traoré 74' - De Préville 88' - Boulaya 90' | Chi tiết | - Dembélé 43', 84' - Mendes 68' - Ndombele 86' - Dubois 90+3' | Sân vận động: Sân vận động Saint-Symphorien Lượng khán giả: 20,405 Trọng tài: Eric Wattellier |  |

| 14 tháng 5 năm 2022 37 | Metz                                                   | 1–0      | Angers         | Metz                                                                                          |  |
| 21:00 CEST (UTC+2)     | - Candé 34' - Lamkel Zé 50' - Traoré 60' - Delaine 68' | Chi tiết | - Bentaleb 23' | Sân vận động: Sân vận động Saint-Symphorien Lượng khán giả: 17,213 Trọng tài: Jérémie Pignard |  |

| 21 tháng 5 năm 2022 38 | Paris Saint-Germain                                     | 5–0      | Metz             | Paris                                                                                              |  |
| 21:00 CEST (UTC+2)     | - Mbappé 25', 28', 50' - Neymar 31', 72' - Di María 67' | Chi tiết | - Traoré 23' 58' | Sân vận động: Sân vận động Công viên các Hoàng tử Lượng khán giả: 47,926 Trọng tài: Antony Gautier |  |

### Cúp bóng đá Pháp
| 19 tháng 12 năm 2021 Vòng 64 đội                | Bergerac Périgord FC | 0–0 (5–4 p)                                | Metz | Bergerac                                                                           |  |
| 13:45 CET (UTC+1)                               |                      | Chi tiết                                   |      | Sân vận động: Stade de Campréal Lượng khán giả: 3,500 Trọng tài: Nicolas Rainville |  |
|                                                 |                      | Loạt sút luân lưu                          |      |                                                                                    |  |
| - Fachan - Escarpit - Ducros - Mingoua - M'Laab |                      | - Niane - Sarr - Yade - Jemerson - Boulaya |      |                                                                                    |  |

## Thống kê

### Bàn thắng
Tính đến 21 tháng 5 năm 2022
| Rank      | No. | Pos. | Nat. | Tên                 | Ligue 1 | Cúp bóng đá Pháp | Tổng cộng |
| --------- | --- | ---- | ---- | ------------------- | ------- | ---------------- | --------- |
| 1         | 9   | ST   | Pháp | Nicolas de Préville | 5       | 0                | 5         |
| 2         | 10  | AM   | Pháp | Farid Boulaya       | 4       | 0                | 4         |
| Tổng cộng | 9   | 0    | 9    |                     |         |                  |           |